# Palacete Cláudio Dubeux
O Palacete Cláudio Dubeux é um casarão histórico localizado na cidade do Recife, capital do estado brasileiro de Pernambuco. Abriga atualmente a superintendência regional do Instituto Nacional de Colonização e Reforma Agrária (INCRA).

## História
O palacete em estilo eclético situado no número 950 da Avenida Conselheiro Rosa e Silva, no bairro dos Aflitos, pertenceu ao industrial Cláudio Leão Dubeux, filho do usineiro Cláudio Burle Dubeux e primo do renomado paisagista Roberto Burle Marx.
Foi tombado como Imóvel Especial de Preservação em 1997.